# Estemmenosuchus
Estemmenosuchus è un genere estinto di terapsidi, appartenente ai dinocefali. Visse tra il Permiano medio e il Permiano superiore (250 -  248 milioni di anni fa), e i suoi resti sono stati ritrovati nella Russia europea.

## Descrizione
Questo animale era dotato di un corpo massiccio e di zampe robuste e forti per sostenerlo.  L'intero animale era grande circa quanto un toro, e forse ancor più pesante. Le caratteristiche più notevoli dell'estemmenosuco riguardavano il cranio. Questo era ornato di svariate protuberanze, di grosse dimensioni, che si proiettavano verso l'alto e all'infuori. Due di queste protuberanze erano simili a mazze ed erano poste lateralmente, mentre sulla cima del cranio vi erano strutture larghe e alte, simili a corna.
Anche la dentatura dell'estemmenosuco era particolare: i denti anteriori erano lunghi e acuminati, simili agli incisivi dei carnivori; a questi seguivano un paio di canini per mascella, ancor più lunghi e simili a vere zanne. I denti all'altezza delle guance, invece, erano di dimensioni ridottissime.

## Classificazione
L'estemmenosuco, descritto per la prima volta nel 1960 da Tchudinov, è stato classificato in quel gruppo di terapsidi noti come dinocefali (“teste terribili”). All'interno di questo gruppo, l'estemmenosuco occupava una posizione basale. Di questo animale si conoscono due specie: una, Estemmenosuchus uralensis, era più grande e con un cranio più lungo in relazione alla larghezza. L'altra, E. mirabilis, possedeva corna più corte e dirette più lateralmente. Alcuni studiosi ritengono che Estemmenosuchus possa aver dato origine a una forma del Permiano del Sudafrica, Styracocephalus, anch'essa dotata di corna. Tuttavia le corna dei due animali, pur essendo simili, sembrerebbero essersi evolute indipendentemente e in modo diverso.

## Stile di vita

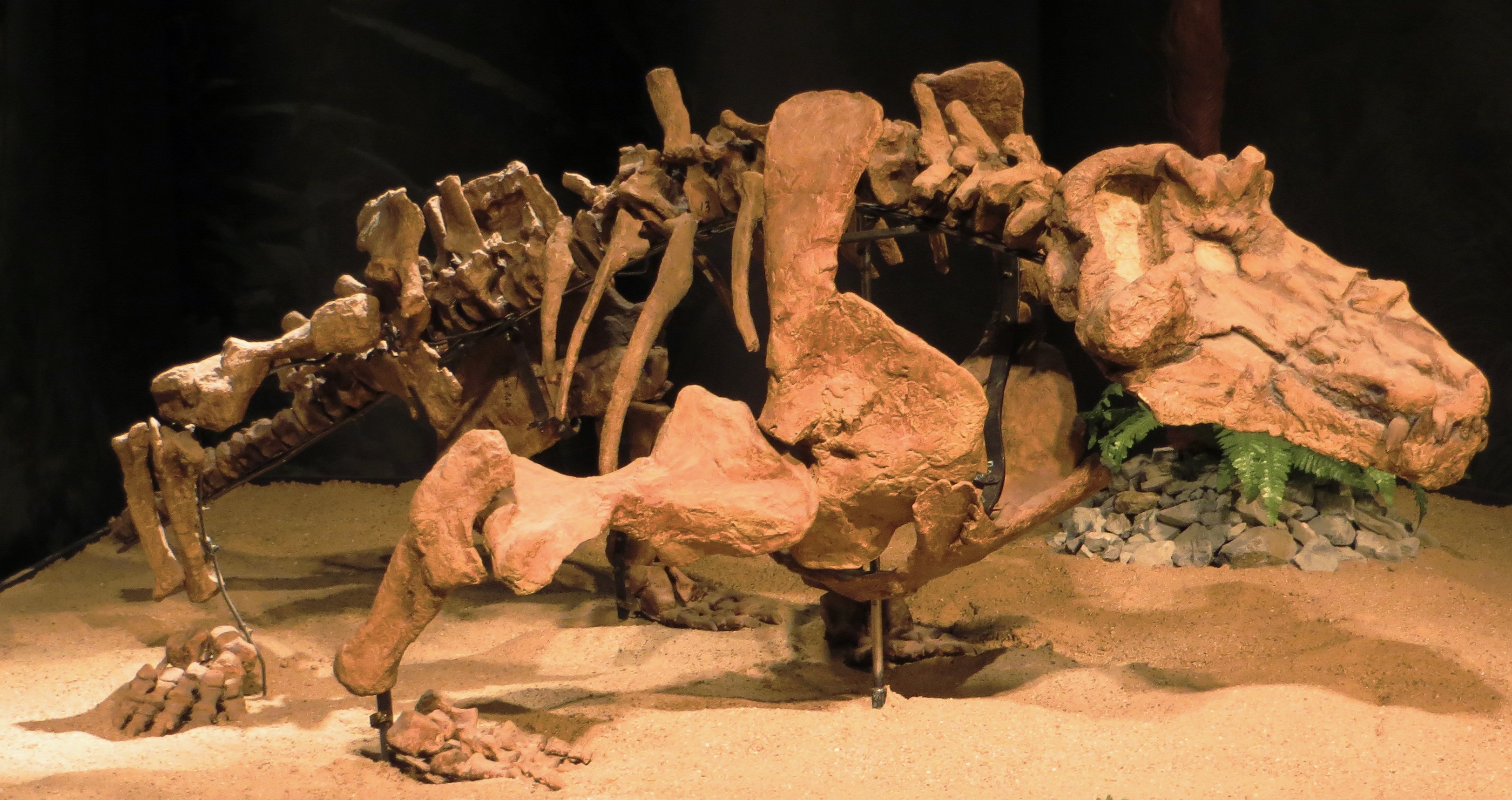
Scheletro di Estemmenosuchus uralensis

Nonostante l'aspetto spaventoso e i denti anteriori aguzzi, l'estemmenosuco era probabilmente erbivoro; ciò sarebbe dimostrato dai denti nella zona delle guance, piccoli e a forma di foglia come è tipico degli animali erbivori. Probabilmente questi denti avevano solo la funzione di trattenere il cibo vegetale dopo che questo era stato strappato grazie ai forti denti anteriori. È possibile, inoltre, che l'estemmenosuco si cibasse anche di carogne: i denti anteriori, infatti, sarebbero stati utili nello strappare pezzi di carne da animali morti.
Le corna gigantesche, forse, servivano a questi animali in qualche sorta di combattimento intraspecifico data l'elaborata disposizione, ma anche per spaventare i predatori.
I resti di estemmenosuco sono stati ritrovati in depositi fluviali, e ciò suggerisce che questi animali potessero essere abitatori di aree pianeggianti e paludose.